# Trobčarji
Trobčarji (znanstveno ime Proboscidea) so red sesalcev, v katerega uvrščamo slone in njihove izumrle sorodnike. Okli in mišičasti trobci, po katerih prepoznamo sodobne trobčarje, niso značilnost vseh trobčarjev.
Danes živijo tri vrste trobčarjev, vse iz edine še živeče družine slonov: to so afriški gozdni slon, afriški savanski slon in azijski slon. V geološki preteklosti je bil red še bistveno številčnejši, do zdaj je znanih približno 185 fosilnih vrst v desetih družinah, med njimi denimo širše znani mastodoni in mamuti. Afriški savanski sloni so znani kot najmasivnejše kopenske živali, največji osebki tehtajo več kot 10 ton ob približno štirih metrih plečne višine. Nekateri izumrli trobčarji so bili še bistveno večji, za vrsto Palaeoloxodon namadicus tako ocenjujejo, da je največji odkriti primerek tehtal 22 ton in presegel pet metrov plečne višine.
Trobčarji so se razvili v Afriki v poznem paleocenu, pred skoraj 60 milijoni let; najstarejši znani fosil datirajo v tanetij, zadnjo dobo paleocena. Bil je še dokaj majhen sesalec s telesno težo 10–15 kg. V eocenu sta se raznovrstnost in telesna velikost trobčarjev zlagoma povečevala, do konca oligocena pred 20 do 25 milijoni let, ko so se razširili po večjem delu Afrike in Evrazije ter postali najpomembnejši veliki rastlinojedi. Pred 16 milijoni let so se razširili še v Severno Ameriko. Ta proces je spremljala specializacija na različne habitate in vire hrane, kar je vodilo v intenzivno nastajanje novih vrst (speciacijo). Pred 8 milijoni let pa so v njihovem okolju začela prevladovati ekološko manj produktivna travišča z izrazito spremenljivostjo letnih časov, kar je vodilo v prvo večje izumrtje. Preživele so zlasti vrste z robustnimi meljaki, ki so lahko izkoriščale revnejše vire hrane. Nov val izumiranja zaradi podnebnih sprememb je prišel v neogenu pred tremi milijoni let in zadnji med 160.000 in 75.000 let v preteklosti, med katerim so denimo izumrli mamuti. Slednji je sovpadal z vzponom človeka, ki je z lovom verjetno pospešil proces izumiranja.